# You Haven't Done Nothin'
Singles de Stevie Wonder
He's Misstra Know-It-All
(1974) Boogie On Reggae Woman
(1974)
You Haven't Done Nothin est une chanson funk de l'auteur-compositeur-interprète Stevie Wonder sortie en 1974 sur son album Fulfillingness' First Finale. Elle voit la participation des Jackson 5 dans les chœurs. 
Premier single extrait de l'album, il atteindra la 1re position des classements nationaux aux États-Unis et au Canada et se veut une critique explicite du président Richard Nixon.
Le morceau est l'un des premiers tubes commerciaux utilisant une boîte à rythmes.

## Composition
La chanson est enregistrée au Record Plant à Hollywood (Los Angeles), en compagnie des Jackson 5 qui chantent "Doo doo wop!" de façon répétitive dans les chœurs, d'ailleurs explicitement nommés par Wonder  avec un "Jackson 5, join along with me!". Le titre utilise un clavinet et constitue l'un des premiers succès commerciaux utilisant une boîte à rythmes après Family Affair de Sly and the Family Stone (1971) et Rock Your Baby de George McRae (1974). 
Disponible dès le 22 juillet 1974 sur l'album Fulfillingness' First Finale, elle sort en tant que premier single le 7 août 1974 chez Tamla. La face B, Big Brother, qui a également une portée politique, était déjà sortie en 1972 sur l'album Talking Book. 
La chanson est explicitement dirigée à l'encontre de Richard Nixon, qui, hasard du calendrier, démissionnera deux jours après la sortie du single. 

### Crédits
- Stevie Wonder : voix, clavinet, charleston, cymbale crash, synthetiseur, boîte à rythmes
- Reggie McBride (en) – basse électrique
- The Jackson 5 – chœurs

## Classement
You Haven't Done Nothin devient le 4e numéro un de Stevie Wonder au Billboard Hot 100.
| Classement (1974)                  | Meilleure position |
| ---------------------------------- | ------------------ |
| États-Unis (Billboard Hot 100)     | 1                  |
| États-Unis (Hot R&B/Hip-Hop Songs) | 1                  |
| Canada (RPM Top 100)               | 1                  |
| Royaume-Uni (UK Singles Chart)     | 30                 |
| Allemagne                          | 49                 |
| Pays-Bas (Nederlandse Top 40)      | 28                 |
| Pays-Bas (Single Top 100)          | 28                 |

## Accueil
Pour Billboard, You Haven't Done Nothin' est "exceptionnellement puissant et plus subtile que la plupart des autres chants de révolte", soulignant particulièrement les arrangements au synthétiseur et la performance vocale. 
Pour Cash Box, c'est "une superbe piste qui rappelle Superstition" et précise que "musicalement, [les sons de] corne, clavier, basse et guitare tirent leur épingle du jeu, alors que vocalement, au-delà de la magie de Stevie, les Jackson 5 sont bien en place avec leurs doo-wops".
Pour Record World, il s'agit "de la chanson à message ultime" dans laquelle Wonder "règle ses comptes avec ceux qui ne font que promettre un monde meilleur".

## Reprises
Informations issues de SecondHandSongs, sauf mentions complémentaires.
On dénombre une vingtaine de reprises, dont :
- Chris Farlowe, dans un medley sur l'album The Chris Farlowe Band - Live! (1975)
- Lucky Peterson, sur Beyond Cool (1994)
- Pee Wee Ellis, sur Different Rooms (2003)
- Joe Cocker, sur Hymn for My Soul (en) (2007)
- Jen Chapin (en), sur Light of Mine (2008)

- Roger Daltrey, sur As Long as I Have You (en) (2018)

### Adaptations en langue étrangère
| Année | Langue  | Titre            | Adaptation     | Interprète(s) |
| ----- | ------- | ---------------- | -------------- | ------------- |
| 2004  | Suédois | Snyggare poliser | Wille Crafoord | Viba Femba    |

### Échantillonnage
Informations issues de WhoSampled, sauf mentions complémentaires.
- Pop Goes the Weasel (en) de 3rd Bass (1991)
- One Time's Got No Case de Sir Mix-a-lot (1992)